# JR貨物UH20B形コンテナ

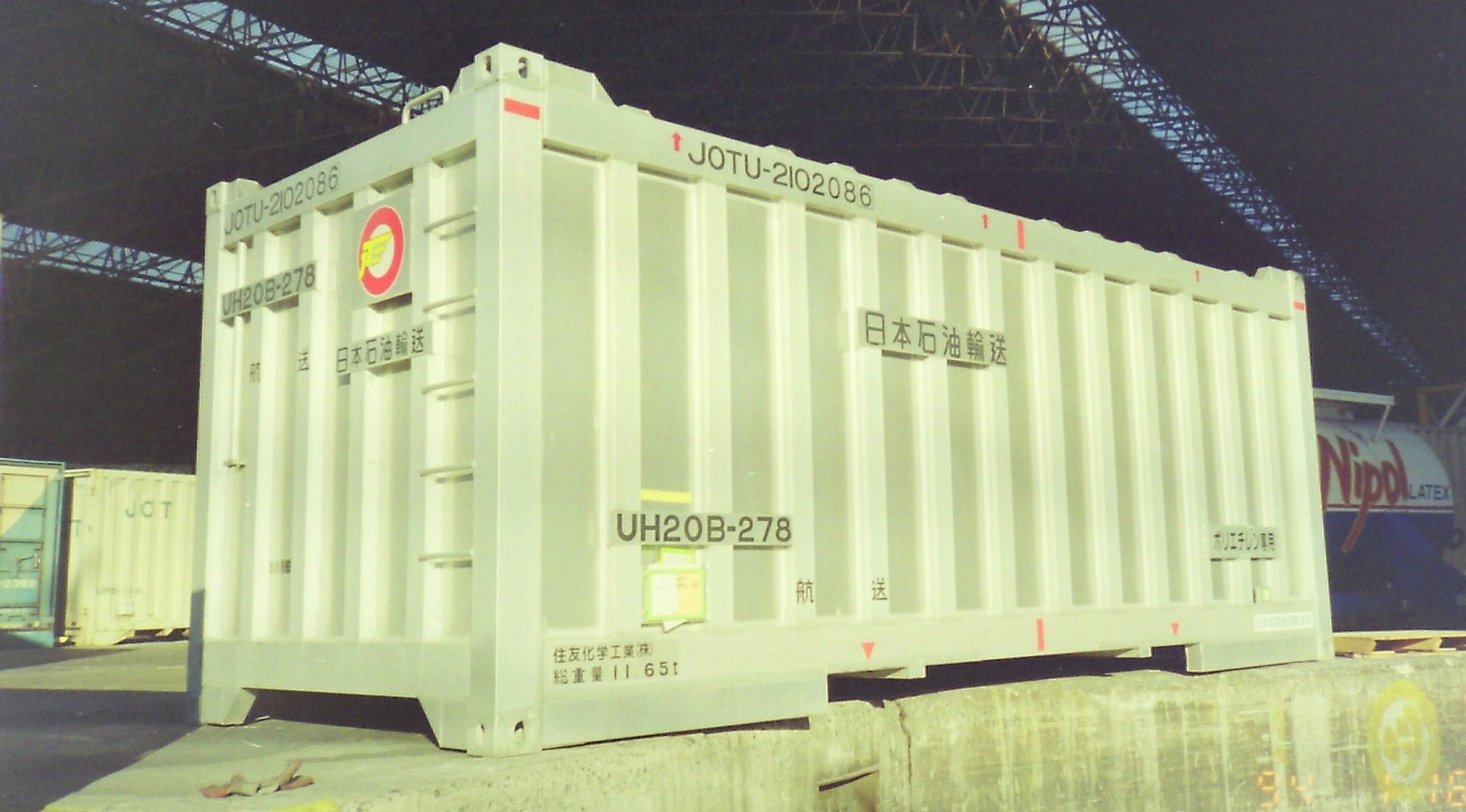
日本石油輸送からのリースで住友化学が借り受け使用している、20ft、10t積み私有コンテナのUH20B-278。
大阪府／元、梅田貨物駅にて、1994年1月撮影。

UH20B形コンテナ（UH20Bがたコンテナ）は、日本貨物鉄道（JR貨物）輸送用として籍を編入している20ft私有コンテナ（ホッパコンテナ）である。
形式の数字部位「20」は、コンテナの容積を元に決定される。このコンテナ容積20 m3の算出は、厳密には端数四捨五入計算のために、19.5 m3 - 20.4 m3の間に属するコンテナが対象となる。。また形式末尾のアルファベット一桁部位 「B」は、コンテナの使用用途（主たる目的）が 「航送」を表す記号として付与されている。

## 特記事項
ホッパコンテナとして初めての航送用として、1992年度より製造された。